# 自家発電
自家発電（じかはつでん、electricity self-generation）とは、電気を消費する者が自ら発電装置を備えて発電することであり、外部へ電力を販売するのが目的ではなく、自らの消費を主目的としたものである。
目的としては、電力会社からの調達が困難な場合、電力会社から買うより発電したほうが安い場合、非常時など電力会社に依存しない電力を確保がある。
俗称やカジュアルな言い回しでの「自家発電」は上記の意味ではなく、発動発電機（発発）や民生用の太陽電池、DIYで作成した発電施設、ポータブル電源などで充電するなどの意味で使われる。

## 概説
自家発電とは、電気を消費する者が、自分で消費することを目的に、自ら発電装置を備えて発電することである。英語ではelectricity self-generationと言う。俗称の家庭用の自家発電や事務所の非常用電源のように小規模なものから、工場や鉄道会社が運用する電力会社と同程度の大規模なものがある。
英語では発電の規模に着目する場合、小規模の発電はmicrogeneration マイクロジェネレーションと呼ばれているので、自家発電のというのは、結果としてこの「マイクロジェネレーション」という概念と重なっている部分も多い。

## 米国
ビル・エネルギー・マネージメント・システム (BEMS, Building Energy Management System) の導入によって全米の業務用ビルでの、購入電力の消費電力量を大きく削減しようという動きがあり、この中には太陽電池などの小規模自家発電の導入が含まれている。この動きは最初に2008年の"Green Performing Public School Act of 2008"によって米国の学校の省エネ化を支援する法律からスタートして、米エネルギー省による「最終消費エネルギーゼロ業務ビル構想」によって、2030年までに新築される全ての業務用ビルは自ら発電するなどの方法で外部からの電力をゼロとする"ZEB"(Zero Energy Building) とし、2050年には存在する全ての業務用ビルをZEB化するとしている。

## 日本
日本では商用電源とは電気的に切り離された自家発電であっても発電設備は、「事業用電気工作物」として公共の安全確保と環境保護のための保安規制などを受ける。産業用大口消費者の電力の3割程度が自家発電によって賄われており、石油石炭、紙パルプ、化学の各産業ではそれぞれ8割、7割、6割ほどが自家発電によって賄われている。病院、放送局の社屋・送信所・中継局などでも、その公共性の高さに鑑み、外部からの電源供給ができなくなったときに備えて蓄電池とともに自家発電を採用している。
1995年の電気事業法改正で可能になった卸売電力入札制度に参加する者を意味する独立系発電事業者 (IPP, Independent Power Producer) や 、2000年3月の同法改正でさらに特定規模電気事業者 (PPS, Power Producer and Supplier) という役割が認められて以降は、比較的大きな発電設備を持つ企業を中心に売電事業に積極的に乗り出すところも現われた。
2000年代に入ると太陽電池発電や燃料電池などのコジェネレーション発電を家庭内で備えて、余剰電力を売電する極めて小口の自家発電も現われるようになっている。
2012年時点でも、発電容量別では化石燃料を燃やして蒸気タービンを駆動し発電する自家発電が主力であり、重油に加えて天然ガスも用いていると考えられている。以下に2010年度の発電容量別の構成を示す。
| 日本の自家用発電所認可出力表（2010年度）[5] |              |          |                           |
| 原動力別                                    | 原動力別     | 全国     | 全国                      |
| 原動力別                                    | 原動力別     | 発電所数 | 認可、または 届出出力(kW) |
| 水力                                        | 水力         | 446      | 4,262,151                 |
| 火力                                        | 汽力         | 756      | 35,670,476                |
| 火力                                        | ガスタービン | 440      | 6,878,005                 |
| 火力                                        | 内燃力       | 1,305    | 4,763,073                 |
| 火力                                        | 小計         | 2,501    | 47,311,554                |
| 原子力                                      | 原子力       | 0        | 0                         |
| 新エネルギー等                              | 風力         | 216      | 2,208,645                 |
| 新エネルギー等                              | 太陽光       | 11       | 18,529                    |
| 新エネルギー等                              | 地熱         | 3        | 3,490                     |
| 新エネルギー等                              | バイオマス   | ---      | ---                       |
| 新エネルギー等                              | 廃棄物       | ---      | ---                       |
| 新エネルギー等                              | 小計         | 230      | 2,262,074                 |
| その他                                      | 燃料電池     | 216      | 2,208,645                 |
| 合計                                        | 合計         | 3,177    | 53,835,779                |